# Бессмертный барак
«Бессме́ртный бара́к» — интернет-сайт-памятник и общественный проект, зародившийся в России, по сохранению памяти о советском периоде репрессий, голода, депортаций народов, а также массовых расстрелах по спискам. Особенностью проекта является, по словам организаторов, сохранение семейной истории, фотографий, документов из архивов, а также воспоминаний от самих репрессированных и их родственников.
Некоммерческая организация, общественное движение «Бессмертный барак» — неправительственная организация, основной задачей которой является сохранение памяти о репрессиях в СССР. Сейчас это сообщество волонтёров и историков в России, Германии, Казахстане, Латвии, Армении, Грузии, на Украине, в Израиле, ведущих исследовательскую и просветительскую работу.

## История и термин
Проект «Бессмертный барак» был инициирован общественными активистами Андреем Шалаевым и Андреем Хоркиным в начале мая 2015 года, когда всем желающим было предложено разместить на собственных страницах в социальных сетях рассказы о родственниках, прошедших лагеря и ссылку. Акция набрала широкий отклик, и для сохранения всех историй были созданы сообщества в Facebook и ВКонтакте. За месяц были собраны тысячи историй с фотографиями и документами. Был организован успешный сбор средств на создание сайта-памятника. Сайт проекта был запущен 26 октября 2015 года, в канун Дня памяти жертв политических репрессий.
Само название «Бессмертный барак» было предложено российским библеистом и писателем Андреем Десницким, сам он не собирался претендовать на авторство и участвовать в организации каких-либо акций. Андрей Шалаев предложил всем размещать на страницах в социальных сетях рассказы о своих родственниках с фотографиями и тегом «бессмертный барак». Попутно были созданы сообщества в социальных сетях, где и было принято решение о создании сайта-памятника. Через несколько дней редактор проекта Андрей Шалаев был заблокирован на сутки в социальной сети ВКонтакте. В июне 2015 года организаторы получили премию от проекта Мулбабар. Создание сайта активно поддержал Владимир Яковлев, основатель газеты «КоммерсантЪ», один из создателей проекта «Сноб». Был проведён успешный сбор средств и 26 ноября запущен сайт. Работу и запуск сайта активно приветствовали сотрудники правозащитного центра «Мемориал». По словам организаторов, к запуску сайта было уже собрано более восьми тысяч историй с фотографиями и документами из личных архивов. Любой желающий может сохранить историю своей семьи, зарегистрировавшись на сайте и создав страницу на человека, о котором хотел бы рассказать. Сам сайт представляет собой социальную сеть, где есть возможность соединять родственников и добавлять данные о судьях и палачах.

## Особенности проекта

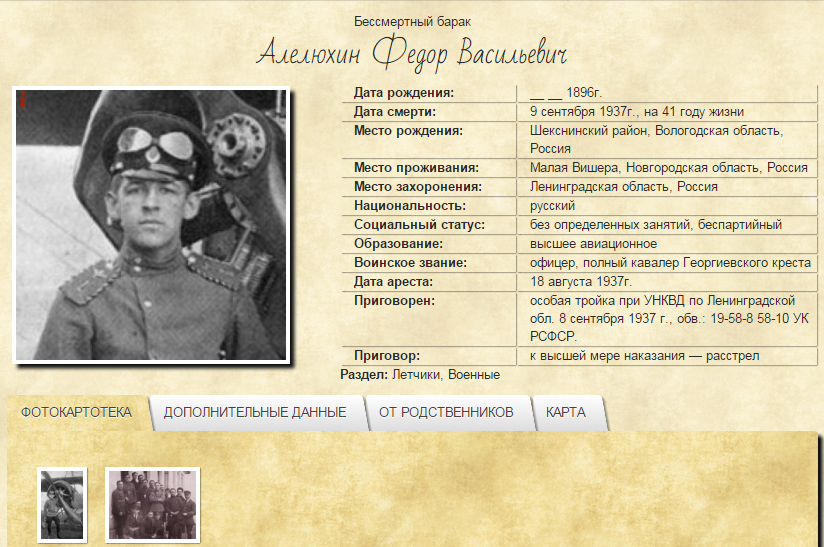
Одна из тысяч страниц репрессированных на сайте Бессмертного барака

Сайт проекта представляет собой нечто среднее между книгой памяти и социальной сетью. Книги памяти безлики, о многих они содержат всего пару строк, данный же ресурс предлагает наполнить историю своей страны и семьи — историей отдельно взятого человека.
«Бессмертный барак — это проект, который даст возможность понять, какой ценой ковали Победу, каким усердием и кровью был совершен первый полет человека в космос, какова истинная цена строительства заводов и фабрик. Какими жертвами достигнут прогресс в строительстве мостов и дорог. Скольких человеческих жизней стоили разработки каменоломен, штольней, урановых рудников. В фундаменте всего, что сделано, лежат сотни тысяч человеческих костей. Все построено на крови, трудом людей, которых никогда не вернуть в их перемолотые государством семьи. Безумные депортации, страшный голод, когда человек ест человека… Это времена, когда человеческая жизнь ничего не стоила, она измерялась лишь цифрами, цифрами с большим количеством нулей» — редактор проекта Андрей Шалаев.
Помимо стандартных данных о местах рождения и смерти, кратких данных о репрессии и номеров дел (с указанием точных мест хранения дела), на сайте есть отдельные разделы для фотографий и воспоминаний родственников, а также планируются карты. Все дополнительные данные вносятся в соответствующий раздел.